# Una princesa de Marte
Una princesa de Marte (en inglés: A Princess of Mars; (pronunciado /ə ˈpɹɪnsəs ˈəv ˈmɑrz/) es la primera novela de la serie marciana escrita por Edgar Rice Burroughs acerca del personaje ficticio John Carter. Esta historia fue publicada por  primera vez en la revista pulp All-Story Magazine en febrero de 1912 con el título Bajo las lunas de Marte bajo el seudónimo de Norman Bean y editada como libro por primera vez en 1917. 
El personaje de John Carter resultó ser tan popular que Burroughs continuó la serie con nueve secuelas. Llena de audaces hazañas y batallas con espada, esta novela es un ejemplo pionero del subgénero literario de espada y planeta, muy popular en el siglo XX. Una princesa de Marte es uno de los pocos trabajos para los cuales Burroughs, en su inexperiencia como escritor cedió todos los derechos de serialización; motivo por el cual esta obra se encuentra bajo dominio público. 
Ambientada en un Marte moribundo inspirado en las ideas popularizadas por el astrónomo Percival Lowell a inicios del siglo XX, esta novela fue fuente de inspiración de muchos escritores de ciencia ficción; entre los que se incluyen Arthur C. Clarke, John Norman y Ray Bradbury. Fue, también, una de las fuentes de inspiración de George Lucas para crear Star Wars. La novela despejó el camino hacia la exploración espacial y la búsqueda de vida extraterrestre.  

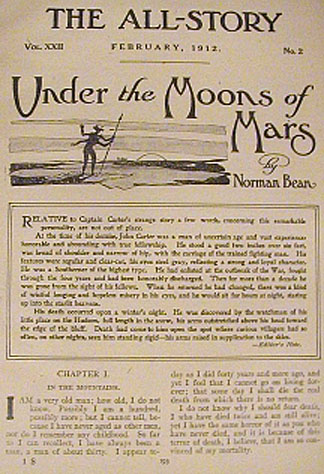
Historia original ‘Bajo las lunas de Marte’, publicada en All-Story Magazine en febrero de 1912.

## Personajes principales
- John Carter, es un humano «Alto, morocho y buen mozo» oriundo de Virginia, Estados Unidos. Mientras vivió en la Tierra luchó en la Guerra de Secesión estadounidense en el bando confederado, sirviendo como capitán. Encontró una mina de oro por lo que es inmensamente rico. Huyendo de un grupo de indígenas piel roja ingresa a refugiarse en una cueva donde entra en estado de somnolencia, parecido al coma. Al despertar se descubre a sí mismo en Marte.

...de casi dos metros de alto, ancho de hombros, delgado de cintura y el porte de los hombres acostumbrados a la lucha. Sus facciones eran regulares y definidas; el cabello oscuro y cortado al ras, y sus ojos, de un gris acerado reflejaban pasión, iniciativa y un carácter fuerte y leal.
 Una princesa de marte.

- Capitán James K. Powell, oriundo de Richmond, es un oficial confederado, ingeniero especialista en minas y un experimentado cazador de indios.
- Dejah Thoris, hija de Mors Kajak y nieta de Tardos Mors, Jeddak de Helium. Es una princesa marciana de Helium, reino de los hombres rojos, de aspecto humano y excepcionalmente bella.  Es valiente y resuelta y con frecuencia se encuentra en peligro mortal. Ella es el interés amoroso de John Carter.
- Tars Tarkas,  marciano verde, gran guerrero, fiero, despiadado y valiente.
- Sola, marciana verde, hija secreta de Tars Tarkas, es de corazón bondadoso y buenos sentimientos, lo que la convierte en una traidora para el pueblo Tharkiano al que pertenece.
- Woola, especie de perro marciano monstruoso y gigantesco, con cabeza de rana y colmillos. Profesa una fidelidad absoluta a John Carter.
- Sarkoja, marciana verde, de novecientos años de edad, pérfida, cruel y traicionera.
- Tal Hajus, marciano verde,  Jeddak de Thark, famoso por su extrema crueldad y ferocidad con los prisioneros que caen en sus manos.

## Publicación
La penúltima edición publicada en castellano es una edición de Editorial Laertes de la Colección Aventura n.º 9 de 1987. A esta le siguió una edición de Pulp Ediciones con traducción de Román Goicoechea de la Colección Omenan n.º 0 que salió a la venta en enero del 2002. Aunque esta última es producto del plagio de otra traducción.

## Adaptaciones

### Cine
El 27 de noviembre de 2009 la distribuidora The Asylum distribuyó directamente para vídeo la primera versión fílmica de Una princesa de Marte. Esta cinta escrita y dirigida por Mark Atkins fue protagonizada por Antonio Sabato, Jr. en el papel de John Carter y  Traci Lords como Dejah Thoris.
El 9 de marzo de 2012, se estrenó en los Estados Unidos la primera adaptación cinematográfica de esta novela para la gran pantalla con el título John Carter. La cinta producida por Jim Morris, Colin Wilson y Lindsey Collins fue distribuida por Walt Disney Pictures. El guion escrito por Mark Andrews y Michael Chabon; contó con la dirección de Andrew Stanton y fue protagonizada por Taylor Kitsch en el papel de John Cárter y Lynn Collins como Dejah Thoris (quienes compartieron escenario en la cinta X-Men Origins: Wolverine). 
Esta cinta originalmente fue titulada Una princesa de Marte, pero fue rebautizada como John Cárter de Marte y en etapa de preproducción finalmente se le llamó John Carter. Originalmente estaba previsto que esta cinta se estrenara en el 2006 y que contara con la dirección de Jon Favreau y la producción de Harry Knowles. Sin embargo esto no sucedió. El fracaso en taquilla de esta cinta supuso grandes pérdidas para los estudios Disney, y la sitúan como uno de los mayores fracasos de la historia del cine.

### Cómics
El periódico británico The Sun publicó una historieta basada en esta novela titulada The Martian, la cual se empezó a publicar el 25 de octubre de 1958 y concluyó el 23 de mayo de 1959 con guion de D.R. Morton y dibujo de Robert Forest.
Dell Comics publicó una adaptación de la novela en tres tomos titulada John Carter de Marte, en su publicación The Funnies; los cuales contaron con ilustraciones de John Coleman Burroughs. Gold Keys Comics reimprimió estos tres tomos pero en diferente orden en 1964. Dark Horse Comics reimprimió esta adaptación nuevamente en formato cartoné.
Marvel Comics propiedad de The Walt Disney Company aprovechó el estreno de la cinta John Carter para lanzar una precuela en formato de miniserie titulada John Carter: World of Mars; que cuenta con cuatro números escritos por Peter David e ilustrados por Luke Ross. El primer número de esta miniserie salió al mercado en octubre de 2011 con portada de Esad Ribic. Adicionalmente Marvel anunció que realizará adaptaciones en formato de novela gráfica con guion de Roger Langridge e ilustrados por Felipe Andrade y con portadas de Skottie Young.